# 普罗梅什连内 (科米共和国)
普罗梅什连内（羅馬化：Promyshlennyy）是俄罗斯科米共和国的市级镇，属沃尔库塔市。
该地2021年有人口0人；2010年人口0；2002年人口1,170；1989年人口1,465。